# Wyschejschaja Liha
Die Wyschejschaja Liha (belarussisch Вышэйшая ліга „Oberste Liga“) ist die höchste Spielklasse im belarussischen Fußball. Die Meisterschaft, auch Tschempijanat (belarussisch Чэмпіянат, russisch Чемпионат) genannt, wird vom belarussischen Verband ausgetragen.
In der Liga, die 1992 nach dem Zerfall der Sowjetunion gegründet wurde, spielten in der Saison 2018 16 Mannschaften. Rekordmeister ist BATE Baryssau mit 15 Titeln.

## Modus
Die Saison wird innerhalb eines Kalenderjahres ausgetragen, sie beginnt im Frühjahr und endet im Herbst. Seit der Saison 2013 bestreiten die zwölf teilnehmenden Vereine zunächst eine Doppelrunde mit 22 Spieltagen. Danach spielen die sechs bestplatzierten Mannschaften eine Meisterrunde aus, innerhalb der nochmals jeder zweimal gegen jeden spielt. Die Punkte der Vorrunde und der Meisterrunde werden addiert.
Der Erste  der Abschlusstabelle wird belarussischer Meister und nimmt an der Qualifikation zur UEFA Champions League teil. Der 2. und 3. nehmen an der 1. Qualifikationsrunde zur UEFA Europa Conference League teil. Der Pokalsieger qualifiziert sich für die 2. Qualifikationsrunde zur UEFA Europa Conference League. Ist der Pokalsieger auch Meister geworden, rutscht der 2. der Liga direkt in die 2. Qualifikationsrunde der Conference League und die Mannschaften auf den Plätzen 3 und 4 starten dort in der 1. Qualifikationsrunde. Ist der Pokalsieger 2. oder 3. geworden, startet der 4. ebenfalls in der Conference League.
Der Tabellenletzte steigt in die zweitklassige Perschaja Liha ab, der Vorletzte bestreitet eine Relegation gegen den Zweiten der Perschaja Liha. Bei Punktgleichheit ist die Zahl der Siege ausschlaggebend, ist auch die gleich, entscheidet der direkte Vergleich aus allen Saisonspielen der betreffenden Mannschaften gegeneinander und danach die Tordifferenz.
Da Partizan Minsk infolge des Rückzugs ihres Hauptsponsors keine Lizenz für die Saison 2012 bekam, startete die Liga ausnahmsweise nur mit 11 Mannschaften. Zum Ausgleich gab es in dieser Saison auch keinen Absteiger, sondern nur einen Aufsteiger aus der zweiten Liga, sodass die Saison 2013 wieder regulär mit 12 Mannschaften ausgetragen wurde.
Zur Saison 2015 wurde die Liga von zwölf auf 14 Mannschaften aufgestockt, 2016 folgte eine Aufstockung auf 16 Teams.

## Vereine in der Saison 2025
| Verein                     | Stadt         | Stadion                        | Kapazität |
| -------------------------- | ------------- | ------------------------------ | --------- |
| Arsenal Dsjarschynsk       | Dsjarschynsk  | Stadyen Haradski               | 01.100    |
| BATE Baryssau              | Baryssau      | Baryssau-Arena                 | 13.126    |
| FK Dinamo Brest            | Brest         | Regionaler Sportkomplex Brest  | 10.080    |
| FK Homel                   | Homel         | Zentralstadion                 | 14.307    |
| FK Maladsetschna           | Maladsetschna | Haradski-Stadion               | 04.800    |
| FK Maxline Wizebsk         | Wizebsk       | Zentraler Sportkomplex Wizebsk | 08.144    |
| FK Minsk                   | Minsk         | FK Minsk-Stadion               | 03.000    |
| FK Dinamo Minsk            | Minsk         | Dinamo-Stadion                 | 22.246    |
| FK Njoman Hrodna           | Hrodna        | Njoman-Stadion                 | 08.800    |
| FK Islatsch Minsk Rajon    | Minsk         | FK Minsk-Stadion               | 03.000    |
| Naftan Nawapolazk          | Nawapolazk    | Atlant-Stadion                 | 05.300    |
| FK Smarhon                 | Smarhon       | Junost-Stadion                 | 03.500    |
| FK Tarpeda-BelAS Schodsina | Schodsina     | Torpedo-Stadion                | 06.524    |
| FK Slawija-Masyr           | Masyr         | Junaztwa-Stadion               | 05.300    |
| FK Sluzk                   | Sluzk         | Haradski-Stadion               | 01.896    |
| FK Wizebsk                 | Wizebsk       | Zentraler Sportkomplex Wizebsk | 08.144    |

Die vier Vereine Dinamo Brest, Njoman Hrodna, Dinamo Minsk und Schachzjor Salihorsk gehören der Liga ununterbrochen seit ihrer Gründung 1992 an.

## Geschichte
Die erste Spielzeit der Wyschejschaja Liha fand zwischen April und Juni 1992 statt. Am Start waren Vereine, die zuvor auf überregionaler Ebene im Ligasystem der Sowjetunion gespielt hatten sowie solche aus der belarussischen Liga innerhalb der Sowjetunion. Die 16 Mannschaften trugen eine einfache Runde jeder gegen jeden aus. Es folgten drei Spielzeiten mit einer Doppelrunde, die im Herbst begann und im Frühling endete. Im Herbst 1995 wurde erneut eine Meisterschaft in einer Einfachrunde ausgetragen, bevor ab 1996 das Spieljahr auf das Kalenderjahr umgestellt wurde. Von 1996 bis 2009 wurde die Liga jährlich in einer Doppelrunde ausgetragen, wobei die Zahl der teilnehmenden Vereine zwischen 14 und 17 variierte. Zur Saison 2010 wurde die Liga auf zwölf Vereine verkleinert, die eine Dreifachrunde ausspielten. Drei Jahre später wurde der Modus erneut geändert. Bis 2014 bestand die Saison aus zwei Phasen, einer Doppelrunde mit  anschließender Meisterschafts- und Abstiegsrunde. Zur Saison 2015 wurde die Teilnehmerzahl auf 14 und 2016 dann auf 16 erhöht, die eine Doppelrunde mit Hin- und Rückspielen austragen.
In den ersten Jahren wurde die Liga von Dinamo Minsk dominiert, dem einzigen belarussischen Verein, der bis 1991 in der höchsten Liga der Sowjetunion spielte. Dinamo gewann die ersten fünf Meisterschaften und konnte in der Folgezeit noch zwei weitere Meistertitel und sechs Vizemeisterschaften gewinnen. Darüber hinaus nahm die zweite Mannschaft des Vereins unter den Namen Belarus Minsk und Dinamo-93 Minsk von 1992 bis 1997 am Ligaspielbetrieb teil und erreichte eine Vizemeisterschaft sowie drei dritte Plätze. Von 1996 bis 2005 folgte eine Phase mit jährlich wechselnden Meistern. Dabei gab es in der Saison 2002 ein Entscheidungsspiel um die Meisterschaft zwischen den punktgleichen Mannschaften BATE Baryssau und Njoman Hrodna, welches BATE mit 1:0 nach Verlängerung gewann. Für BATE, das erst 1997 in die Wyschejschaja Liha aufgestiegen war, war dies der zweite Meistertitel nach 1999. Ab 2006 wurde BATE Baryssau zum klar dominierenden Verein der Liga, der bis 2015 zehnmal in Folge Meister wurde und sich 2008 als erster belarussischer Verein überhaupt für die Gruppenphase der Champions League qualifizieren konnte. Dies gelang vier weitere Male in den Jahren 2011, 2012, 2014 und 2016.

## Belarussische Meister

### Nach Saison
| Saison  | Meister              | Vizemeister            | 3. Platz                |
| ------- | -------------------- | ---------------------- | ----------------------- |
| 1992    | Dinamo Minsk         | Dnjapro Mahiljou       | FK Dinamo Brest         |
| 1992/93 | Dinamo Minsk         | KIM Wizebsk            | Belarus Minsk           |
| 1993/94 | Dinamo Minsk         | Dinamo-93 Minsk        | KIM Wizebsk             |
| 1994/95 | Dinamo Minsk         | Dvina Wizebsk          | Dinamo-93 Minsk         |
| 1995    | Dinamo Minsk         | MPKZ Masyr             | Dinamo-93 Minsk         |
| 1996    | MPKZ Masyr           | Dinamo Minsk           | Belschyna Babrujsk      |
| 1997    | Dinamo Minsk         | Belschyna Babrujsk     | Lakamatyu-96 Wizebsk    |
| 1998    | Dnjapro Mahiljou     | BATE Baryssau          | Belschyna Babrujsk      |
| 1999    | BATE Baryssau        | Slawija Masyr          | FK Homel                |
| 2000    | Slawija Masyr        | BATE Baryssau          | Dinamo Minsk            |
| 2001    | Belschyna Babrujsk   | Dinamo Minsk           | BATE Baryssau           |
| 2002    | BATE Baryssau        | Njoman Hrodna          | FK Schachzjor Salihorsk |
| 2003    | FK Homel             | BATE Baryssau          | Dinamo Minsk            |
| 2004    | Dinamo Minsk         | BATE Baryssau          | Schachzjor Salihorsk    |
| 2005    | Schachzjor Salihorsk | Dinamo Minsk           | MTZ-RIPA Minsk          |
| 2006    | BATE Baryssau        | Dinamo Minsk           | Schachzjor Salihorsk    |
| 2007    | BATE Baryssau        | FK Homel               | Schachzjor Salihorsk    |
| 2008    | BATE Baryssau        | Dinamo Minsk           | MTZ-RIPA Minsk          |
| 2009    | BATE Baryssau        | Dinamo Minsk           | Dnjapro Mahiljou        |
| 2010    | BATE Baryssau        | Schachzjor Salihorsk   | FK Minsk                |
| 2011    | BATE Baryssau        | Schachzjor Salihorsk   | FK Homel                |
| 2012    | BATE Baryssau        | Schachzjor Salihorsk   | Dinamo Minsk            |
| 2013    | BATE Baryssau        | Schachzjor Salihorsk   | Dinamo Minsk            |
| 2014    | BATE Baryssau        | Dinamo Minsk           | Schachzjor Salihorsk    |
| 2015    | BATE Baryssau        | Dinamo Minsk           | Schachzjor Salihorsk    |
| 2016    | BATE Baryssau        | Schachzjor Salihorsk   | Dinamo Minsk            |
| 2017    | BATE Baryssau        | Dinamo Minsk           | Schachzjor Salihorsk    |
| 2018    | BATE Baryssau        | Schachzjor Salihorsk   | Dinamo Minsk            |
| 2019    | Dinamo Brest         | BATE Baryssau          | Schachzjor Salihorsk    |
| 2020    | Schachzjor Salihorsk | BATE Baryssau          | Tarpeda Schodsina       |
| 2021    | Schachzjor Salihorsk | BATE Baryssau          | Dinamo Minsk            |
| 2022    | Schachzjor Salihorsk | FK Energetik-BGU Minsk | BATE Baryssau           |
| 2023    | Dinamo Minsk         | Njoman Hrodna          | Tarpeda Schodsina       |
| 2024    | Dinamo Minsk         | Njoman Hrodna          | Tarpeda Schodsina       |

### Titelgewinne nach Verein
| Rang | Verein                  | Anzahl | Spielzeiten                                                                              |
| ---- | ----------------------- | ------ | ---------------------------------------------------------------------------------------- |
| 1.   | BATE Baryssau           | 15     | 1999, 2002, 2006, 2007, 2008, 2009, 2010, 2011, 2012, 2013, 2014, 2015, 2016, 2017, 2018 |
| 2.   | FK Dinamo Minsk         | 9      | 1992, 1993, 1994, 1995, 1995, 1997, 2004, 2023, 2024                                     |
| 3.   | FK Schachzjor Salihorsk | 4      | 2005, 2020, 2021, 2022                                                                   |
| 4.   | Slawija Masyr           | 2      | 1996, 2000                                                                               |
| 5.   | Dnjapro Mahiljou        | 1      | 1998                                                                                     |
| 5.   | Belschyna Babrujsk      | 1      | 2001                                                                                     |
| 5.   | FK Homel                | 1      | 2003                                                                                     |
| 5.   | FK Dinamo Brest         | 1      | 2019                                                                                     |

## Ewige Tabelle
In der ewigen Tabelle liegt der FK Dinamo Minsk klar vor FK Schachzjor Salihorsk und Rekordmeister BATE Baryssau. Neben Dinamo Minsk und Schachzjor Salihorsk sind auch der FK Njoman Hrodna und der FK Dinamo Brest seit der ersten Saison dabei.
Farblich hinterlegte Vereine spielen in der Saison 2022 in der Wyschejschaja Liha.
| Pl.                    | Verein                      | Jahre | Sp. | S   | U   | N   | T+   | T-   | Diff. | Punkte | Ø-Pkt. | Titel |
| ---------------------- | --------------------------- | ----- | --- | --- | --- | --- | ---- | ---- | ----- | ------ | ------ | ----- |
| 1.                     | FK Dinamo Minsk             | 32    | 912 | 540 | 199 | 173 | 1634 | 768  | +866  | 1819   | 1,99   | 8     |
| 2.                     | BATE Baryssau               | 24    | 731 | 484 | 151 | 96  | 1449 | 565  | +884  | 1603   | 2,19   | 14    |
| 3.                     | FK Schachzjor Salihorsk     | 32    | 912 | 456 | 217 | 239 | 1367 | 878  | +489  | 1585   | 1,74   | 4     |
| 4.                     | FK Njoman Hrodna            | 32    | 913 | 332 | 237 | 344 | 1026 | 1093 | −67   | 1233   | 1,35   | –     |
| 5.                     | FK Dinamo Brest             | 32    | 912 | 325 | 229 | 358 | 1151 | 1184 | −33   | 1204   | 1,32   | 1     |
| 6.                     | FK Homel                    | 26    | 744 | 291 | 167 | 286 | 932  | 919  | +13   | 1040   | 1,4    | 1     |
| 7.                     | FK Wizebsk                  | 27    | 763 | 273 | 201 | 289 | 865  | 944  | −79   | 1020   | 1,34   | –     |
| 8.                     | FK Tarpeda-BelAS Schodsina  | 23    | 663 | 250 | 169 | 244 | 798  | 771  | +27   | 919    | 1,39   | –     |
| 9.                     | Belschyna Babrujsk          | 22    | 637 | 230 | 145 | 262 | 858  | 891  | −33   | 832    | 1,31   | 1     |
| 10.                    | FK Slawija-Masyr            | 20    | 569 | 208 | 126 | 235 | 800  | 844  | −44   | 750    | 1,32   | 2     |
| 11.                    | Naftan Nawapolazk           | 21    | 614 | 189 | 131 | 294 | 712  | 945  | −233  | 691    | 1,13   | –     |
| 12.                    | Dnjapro Mahiljou            | 17    | 480 | 159 | 122 | 199 | 564  | 622  | −58   | 599    | 1,25   | 1     |
| 13.                    | Torpedo-MAZ Minsk           | 16    | 442 | 158 | 114 | 170 | 481  | 520  | −39   | 588    | 1,33   | –     |
| 14.                    | FK Minsk                    | 15    | 448 | 155 | 113 | 180 | 551  | 583  | −32   | 578    | 1,29   | –     |
| 15.                    | Dnjapro-Transmasch Mahiljou | 8     | 226 | 101 | 54  | 71  | 345  | 267  | +78   | 357    | 1,58   | 1     |
| 16.                    | Dinamo-93 Minsk             | 6     | 167 | 95  | 37  | 35  | 277  | 137  | +140  | 322    | 1,93   | –     |
| 17.                    | FK Maladsetschna            | 12    | 322 | 80  | 79  | 163 | 338  | 489  | −151  | 319    | 0,99   | –     |
| 18.                    | FK Sluzk                    | 9     | 267 | 79  | 66  | 122 | 252  | 354  | −102  | 303    | 1,13   | –     |
| 19.                    | Tarpeda Mahiljou            | 11    | 300 | 68  | 82  | 150 | 291  | 504  | −213  | 286    | 0,95   | –     |
| 20.                    | FK Islatsch Minsk Rajon     | 7     | 210 | 80  | 48  | 82  | 258  | 284  | −26   | 283    | 1,35   | –     |
| Stand: Saisonende 2022 |                             |       |     |     |     |     |      |      |       |        |        |       |

## UEFA-Fünfjahreswertung
Platzierung in der UEFA-Fünfjahreswertung:
(in Klammern die Vorjahresplatzierung). Die Kürzel CL, EL und CO hinter den Länderkoeffizienten geben die Anzahl der Vertreter in der Saison 2025/26 der Champions League, der Europa League sowie der Conference League an.
- 47.  (49)  Albanien (Liga, Pokal) – Koeffizient: 7.375 – CL: 1, EL: 0, CO: 3
- 48.  (47)  Estland (Liga, Pokal) – Koeffizient: 7.207 – CL: 1, EL: 0, CO: 3
- 49.  (40)  Belarus (Liga, Pokal) – Koeffizient: 6.625 – CL: 1, EL: 0, CO: 3
- 50.  (52)  Nordmazedonien (Liga, Pokal) – Koeffizient: 6.000 – CL: 1, EL: 0, CO: 3
- 51.  (53)  Andorra (Liga, Pokal) – Koeffizient: 5.998 – CL: 1, EL: 0, CO: 2

Stand: Ende der Europapokalsaison 2023/24